# Província de Yamato
La província de Yamato (大和国, Yamato no Kuni) va ser una província del Japó, localitzada a la regió del Kinai i que es correspon amb l'actual prefectura de Nara, a la regió de Kansai, Honshū. La província també fou coneguda com a Washū (和州). El nom de Yamato consisteix en dos kanji o ideogràmes xinesos: 大 "gran" i 和 "Wa". Als començaments, el nom de la província s'escribia amb una combinació diferent d'ideogrames (大倭) encara que amb idèntica pronuncia, però degut a la connotació negativa del segon ideograma, vora l'any 747 l'escriptura del nom va ser canviada per la d'uns ideogrames més atractius (大養徳). La darrera i actual escriptura es va establir l'any 758. A l'engishiki, Yamato és considerada una província de primer ordre.
El període Yamato a la història del Japó correspon a l'etàpa tardana del període Kofun (250-538) i el període Asuka (538-710). Els historiadors i arqueòlegs japonesos afirmen el fet que durant l'etàpa primerenca del període Kôfun els governant de Yamato estaven en contacte estret amb els governants d'altres regions, com ara la província de Kibi, predecessora de l'actual prefectura d'Okayama. Vora el segle VIé, els governants de Yamato guanyaren notorietat i preponderància sobre la resta dels altres cacics locals, obtenint el control total de l'actual Japó, esdevenint emperadors i establint la seua cort a la província.
El cuirassat Yamato, la nau emblema de la flota combinada durant la Segona Guerra Mundial, fou batejat en honor d'aquesta província.

## Lista de feus
- Feu de Yagyū
- Feu de Kōriyama
- Feu de Koizumi
- Feu de Yanagimoto
- Feu de Kaijū/Feu de Shibamura
- Feu de Kujira
- Feu d'Uda-Matsuyama
- Feu de Takatori
- Feu d'Okidome
- Feu de Tatsuta
- Feu de Tawaramoto
- Feu de Kishida
- Feu de Yamato-Shinjō
- Feu de Gose
- Feu de Yamato-Gojō